# Stiepan Kalinkowski
Stiepan Antonowicz Kalinkowski (ros. Степан Антонович Калинковский, biał. Сцяпан Антонавіч Калінкоўскі; ur. 1 czerwca 1918 we wsi Dokol obecnie w rejonie hłuskim w obwodzie mohylewskim, zm. 2 lutego 1945 w Baniach) – radziecki czołgista, starszy sierżant, uhonorowany pośmiertnie tytułem Bohatera Związku Radzieckiego (1945).

## Życiorys
Urodził się w białoruskiej rodzinie chłopskiej. Skończył 6 klas, pracował w kołchozie, od 1939 służył w Armii Czerwonej, był członkiem partii komunistycznej.
Od czerwca 1941 uczestniczył w wojnie z Niemcami, walczył na Froncie Południowo-Zachodnim, m.in. w rejonie Kijowa i Charkowa, gdzie został ranny. Po powrocie na front walczył pod Stalingradem, brał udział w styczniowym natarciu radzieckich wojsk, później walczył w bitwie kurskiej i brał udział w wyzwalaniu Biełgorodu i forsowaniu Dniepru. W październiku 1943 w walkach nad Dnieprem w rejonie wierchniednieprowskim został ciężko ranny i odesłany do szpitala.
Wrócił na front w kwietniu 1944, walczył w składzie 219. Brygady Pancernej w 1. Korpusie Zmechanizowanym 2. Gwardyjskiej Armii Pancernej w składzie 1. Frontu Białoruskiego w stopniu starszego sierżanta, biorąc udział w operacji białoruskiej i wyzwalaniu wielu białoruskich miast, m.in. Hłuska, Starych Dorohów, Słucka, Klecka, Kosowa, Berezy i Kamieńca. W sierpniu 1944 wraz z brygadą dotarł do Wisły i brał udział w walkach o przyczółek na lewym brzegu rzeki, w styczniu 1945 brał udział w operacji wiślańsko-odrzańskiej. 14 stycznia 1945 wyróżnił się podczas walk o Kutno, gdzie ogniem z czołgu zniszczył dwie baterie moździerzowe, trzy działka przeciwpancerne i 11 samochodów i zabił wielu niemieckich żołnierzy. 22 stycznia walczył o Chodzież, gdzie zniszczył dwie baterie artyleryjskie, dwa czołgi i zabił wielu Niemców. Następnego dnia wraz z brygadą sforsował Noteć i dotarł do Milicza, później brał udział w walkach na Pomorzu Zachodnim, gdzie zginął w walkach o Banie. Był odznaczony medalem. 24 marca 1945 pośmiertnie otrzymał tytuł Bohatera Związku Radzieckiego i Order Lenina.